# Menno van Appelen
Menno van Appelen (Amersfoort, 20 januari 1974) is een voormalig Nederlands voetballer die tussen 1995 en 1997 uitkwam voor VVV. Hij speelde voornamelijk als aanvaller.

## Spelersloopbaan
Van Appelen gold als een beloftevolle speler die diverse malen werd geselecteerd voor vertegenwoordigende elftallen. Hij doorliep de jeugdopleiding van Ajax waar hij met de A1 landskampioen werd. Een overstap naar Sparta werd geen succes, onder trainer Han Berger kreeg hij geen speeltijd. Bij eerstedivisionist VVV kreeg hij wel een kans onder trainer Jan Versleijen. Daar maakte hij zijn competitiedebuut op 19 augustus 1995 in een met 0-1 verloren thuiswedstrijd tegen RBC. Na twee seizoenen (zes doelpunten) bij de Venlose club zei Van Appelen het betaald voetbal vaarwel. Nadien speelde hij nog voor de amateurs van SV Spakenburg, DOVO, AFC Amsterdam en AVV Zeeburgia.

## Clubstatistieken
| Seizoen         | Club            | Competitie      | Competitie | Competitie | Beker | Beker | Nacompetitie | Nacompetitie | Totaal | Totaal |
| Seizoen         | Club            | Competitie      | Wed.       | Dlp.       | Wed.  | Dlp.  | Wed.         | Dlp.         | Wed.   | Dlp.   |
| --------------- | --------------- | --------------- | ---------- | ---------- | ----- | ----- | ------------ | ------------ | ------ | ------ |
| 1995/96         | VVV             | Eerste divisie  | 26         | 3          | 4     | 0     | 6            | 0            | 36     | 3      |
| 1996/97         | VVV             | Eerste divisie  | 29         | 3          | 4     | 0     | 6            | 1            | 39     | 4      |
| Carrière totaal | Carrière totaal | Carrière totaal | 55         | 6          | 8     | 0     | 12           | 1            | 75     | 7      |